# Liste des séries parues dans le Jump Square
Cette page annexe liste l'ensemble des séries de manga étant ou ayant été prépubliées dans le magazine mensuel Jump Square, ainsi que ses dérivés, de l'éditeur Shūeisha. Lancé en novembre 2007, ce magazine est en quelque sorte le successeur du Monthly Shōnen Jump.

## Mode d'emploi et cadre de recherche
- Le tableau est triable.
  - Le tableau est, par défaut, affiché dans l'ordre d'apparition. Les 1re et 5e colonnes (« No  » et « Première publication ») trient dans le même ordre.
  - Les séries en cours apparaissent en fin de tableau si le tri est effectué selon la 6e colonne. Elles sont triées entre elles par ordre de première publication.
  - Des clés de tri en hiragana sont utilisées pour la 2de colonne.
  - Les 7e et 8e colonnes disposent d'un système de clés de tri afin de ne pas avoir de diacritique.
- Les 5e et 6e colonnes sont sous la forme « aaaa.nn » où « aaaa » désigne l'année et « nn » le numéro de la publication à prendre en compte.
  - S'il s'agit d'un numéro double, il apparait sous la forme « aaaa.nn/NN » où NN désigne le second numéro.
  - Une balise d'appel de références est automatiquement créée pour chaque année utilisée dans le tableau, il est toutefois nécessaire de créer la référence correspondante en fin de page.
- Deux couleurs sont utilisées dans le tableau pour signaler les manga en cours de publication lors de la dernière mise à jour :

|  | Manga en cours de publication le 30 septembre 2021 ; |

|  | Manga transféré dans un autre magazine et encore en cours de publication le 30 septembre 2021. |

- La 4e colonne (« Titre français ») n'est remplie que s'il existe un titre officiel en français choisi par un éditeur francophone.
- Les liens vers les articles en français se font dans la 4e colonne si elle est remplie, dans la 3e sinon.
- Les liens vers les articles en japonais n'existent que si l'article existe.
- Chaque année, groupe de hiragana ou lettre dispose d'une ancre. Après avoir trié selon ses désirs le tableau, il est possible de faire une recherche grâce au cadre ci-dessous.

## Liste

### Jump Square
| Type                    | Type                    | Liens | Pour les colonnes                               |
| ----------------------- | ----------------------- | --- | ----------------------------------------------- |
| Par ordre chronologique | Par ordre chronologique | - 2007 - 2008 - 2009 2010 - 2011 - 2012 - 2013 - 2014 - 2015 - 2016 - 2017 - 2018 - 2019 2020 - 2021 - 2022 | No , Première publication, Dernière publication |

| No    | Titre japonais                           | Transcription                                          | Titre français                                         | Première publication | Dernière publication | Auteur (Dessinateur)                                       | Scénariste               |
| ----- | ---------------------------------------- | ------------------------------------------------------ | ------------------------------------------------------ | -------------------- | -------------------- | ---------------------------------------------------------- | ------------------------ |
| 000 c | んんん                                   | zzzzz                                                  | 2007                                                   | 2007.00              | 2007.00              | zzzzz                                                      | zzzzz                    |
| 001   | アキバザイジュウ                         | Akiba Zaijū                                            | —                                                      | 2007.12              | 2008.8               | Daisuke Kadokuni                                           | —                        |
| 002   | クレイモア                               | Kureimoa                                               | Claymore                                               | 2007.12              | 2014.11              | Norihiro Yagi                                              | —                        |
| 003   | ドラゴノーツ -ザ・レゾナンス-            | Doragonōtsu -Za Rezonansu-                             | —                                                      | 2007.12              | 2008.5               | Satoshi Kinoshita                                          | —                        |
| 004   | エンバーミングエンバーミング             | -THE ANOTHER TALE OF FRANKENSTEIN- Enbāmingu           | Embalming                                              | 2007.12              | 2015.5               | Nobuhiro Watsuki                                           | —                        |
| 005   | 清く正しく美しく                         | Kiyoku Tadashiku Utsukushiku                           | —                                                      | 2007.12              | 2008.3               | TāTan Check                                                | —                        |
| 006   | 紅                                       | Kure-nai                                               | Kurenai                                                | 2007.12              | 2012.7               | Yamato Yamamoto                                            | Kentarô Katayama         |
| 007   | ラック スティーラー                      | Luck Stealer                                           | Luck Stealer                                           | 2007.12              | 2012.2               | Hajime Kazu                                                | —                        |
| 008   | 魔法の料理 かおすキッチン                | Mahō no Ryōri Chaos Kitchen                            | —                                                      | 2007.12              | 2009.6               | Shōta Hattori                                              | —                        |
| 009   | ギャグマンガ日和                         | Gag Manga Biyori                                       | —                                                      | 2007.12              | 2014.14              | Kōsuke Masuda                                              | —                        |
| 010   | まつりスペシャル                         | Matsuri Special                                        | —                                                      | 2007.12              | 2009.10              | Yōkō Kamio                                                 | —                        |
| 011   | PARマンの情熱的な日々                    | Parman no Jōnetsuteki na Hibi                          | —                                                      | 2007.12              | en pause.            | Fujiko Fujio A                                             | —                        |
| 012   | パト犬                                   | Pat-Ken                                                | —                                                      | 2007.12              | 2008.11              | Masanori, Ōkamigumi, Katakura                              | —                        |
| 013   | ロザリオとバンパイア seasonII            | Rozario to Banpaia                                     | Rosario + Vampire (saison 2)                           | 2007.12              | 2014.03              | Akihisa Ikeda                                              | —                        |
| 014   | 世界の中心で太陽にほえる                 | Sekai no Chūshin de Taiyō ni Hoeru                     | —                                                      | 2007.12              | 2008.8               | Ponse Maeda                                                | —                        |
| 015   | テイルズオブイノセンス                   | Teiruzu obu Inosensu                                   | Tales of Innocence                                     | 2007.12              | 2008.6               | Hiroyuki Kaidō                                             | —                        |
| 016   | テガミバチ                               | Tegami Bachi                                           | Letter Bee                                             | 2007.12              | 2015.12              | Hiroyuki Asada                                             | —                        |
| 017   | ティスタ                                 | Tista                                                  | —                                                      | 2007.12              | 2008.8               | Tatsuya Endō                                               | —                        |
| 018   | 罪花罰                                   | Tsumikabatsu                                           | —                                                      | 2007.12              | 2010.10              | Honemaru Mikami                                            | —                        |
| 018 c | んんん                                   | zzzzz                                                  | 2008                                                   | 2008.00              | 2008.00              | zzzzz                                                      | zzzzz                    |
| 019   | 屍鬼                                     | Shiki                                                  | Shiki                                                  | 2008.1               | 2011.7               | Ryu Fujisaki                                               | Fuyumi Ono               |
| 020   | 放課後ウインド·オーケストラ              | Hōkago Wind Orchestra                                  | —                                                      | 2008.4               | 2009.6               | Yūichirō Usa                                               | —                        |
| 021   | 貧乏神が!                                | Binbōgami ga!                                          | Bimbogami ga!                                          | 2008.7               | 2013.8               | Yoshiaki Sukeno                                            | —                        |
| 022   | 葛本さんちの四兄弟                       | Kuzumoto-san Chi no yon Kyōdai                         | —                                                      | 2008.8               | 2009.7               | Satoshi Kinoshita                                          | —                        |
| 023   | よくわかる現代魔法                       | Yoku Wakaru Gendai Mahō                                | —                                                      | 2008.9               | 2009.10              | Miki Miyashita                                             | Hiroshi Sakurazaka       |
| 024   | 幻覚ピカソ                               | Genkaku Picasso                                        | —                                                      | 2008.10              | 2010.5               | Usamaru Furuya                                             | —                        |
| 025   | アイレボ -Ice Revolution-                | Airebo -Ice Revolution-                                | —                                                      | 2008.8               | 2009.8               | Yōhei Takemura                                             | Aya Tsutsumi             |
| 026   | 放課後の王子様                           | Hōkago no Ōjisama                                      | The Prince of After School                             | 2008.12              | —                    | Kenichi Sakura                                             | Takeshi Konomi           |
| 026 c | んんん                                   | zzzzz                                                  | 2009                                                   | 2009.00              | 2009.00              | zzzzz                                                      | zzzzz                    |
| 027   | 血界戦線-魔封街結社-                     | Kekkai Sensen -Mafuugaikessha-                         | Blood Blockade Battlefront                             | 2009.2               | 2009.4               | Yasuhiro Nightow                                           | —                        |
| 028   | 機巧童子ULTIMO                           | Karakuridôji Ultimo                                    | Ultimo                                                 | 2009.3               | 2012.2               | Hiroyuki Takei                                             | Stan Lee, Hiroyuki Takei |
| 029   | 新テニスの王子様                         | Shin tennis no ouji-sama                               | Shin Prince of Tennis                                  | 2009.4               | —                    | Takeshi Konomi                                             | —                        |
| 030   | 青の祓魔師                               | Ao no Ekusoshisuto                                     | Blue Exorcist                                          | 2009.5               | —                    | Kazue Kato                                                 | —                        |
| 031   | ご指名です!                              | Goshimei Desu!                                         | —                                                      | 2009.10              | 2009.11              | Mayu Shinjō                                                | —                        |
| 032   | ダスト トゥ ダスト                       | Dust to Dust                                           | —                                                      | 2009.11              | 2009.12              | Tokihiko Ishiki                                            | —                        |
| 033   | Dr.るっる                                | Dr. Rurru                                              | —                                                      | 2009.12              | 2010.10              | Risou Maeda                                                | —                        |
| 034   | ディー・グレイマン                       | Dī Gureiman                                            | D.Gray-man                                             | 2009.12              | —                    | Katsura Hoshino                                            | —                        |
| 035   | しょんぼり温泉                           | Shonbori Onsen                                         | —                                                      | 2009.12              | 2012.2               | Tobira Oda                                                 | —                        |
| 035 c | んんん                                   | zzzzz                                                  | 2010                                                   | 2010.00              | 2010.00              | zzzzz                                                      | zzzzz                    |
| 036   | カッコカワイイ宣言!                      | Kakko Kawaii Sengen!                                   | —                                                      | 2010.2               | 2014.4               | Jigoku no Misawa                                           | —                        |
| 037   | 迷い猫オーバーラン!                      | Mayoi Neko Overrun!                                    | Mayoi Neko Overrun!                                    | 2010.2               | 2010.9               | Tomohiro Matsu                                             | Kentaro Yabuki           |
| 038   | 戦国BASARA3 -ROAR OF DRAGON-             | Sengoku Basara 3 -Roar of Dragon-                      | —                                                      | 2010.3               | 2012.12              | Asagi Ooga                                                 | —                        |
| 039   | 月華美刃                                 | Gekka Bijin                                            | The Moon Sword                                         | 2010.6               | 2012.2               | Tatsuya Endō                                               | —                        |
| 040   | 曇天・プリズム・ソーラーカー             | Donten・Prism・Solar Car                               | —                                                      | 2010.10              | 2011.7               | Yasuo Ōtagaki                                              | Yūsuke Murata            |
| 041   | To LOVEる -とらぶる- ダークネス          | To Love-ru Darkness                                    | To Love-Ru Darkness                                    | 2010.11              | 2017.3               | Kentaro Yabuki                                             | Saki Hasemi              |
| 042   | エグザムライ                             | Examurai                                               | —                                                      | 2010.12              | 2011.8               | Makoto Matsuda                                             | Yōichi Amano             |
| 042 c | んんん                                   | zzzzz                                                  | 2011                                                   | 2011.00              | 2011.00              | zzzzz                                                      | zzzzz                    |
| 043   | ミトコン                                 | Mitokon                                                | —                                                      | 2011.2               | 2011.10              | Man☆Gatarō                                                 | —                        |
| 044   | GATE 7ゲート セブン                      | Gēto Sebun                                             | Gate 7                                                 | 2011.3               | en pause.            | CLAMP                                                      | —                        |
| 045   | ボクと魔女の時間                         | Boku to Majo no Jikan                                  | —                                                      | 2011.5-6             | 2013.5               | Shin Arakawa                                               | —                        |
| 046   | はにめろ。                               | Hanimero。                                             | —                                                      | 2011.7               | 2012.6               | Shiori Furukawa                                            | —                        |
| 047   | 長谷部さんのいる野球部                   | Hasebe-san no iru Yakyūbu                              | —                                                      | 2011.8               | 2012.6               | Shōgo Ueno                                                 | —                        |
| 048   | パパのいうことを聞きなさい!              | Papa no Iukoto o Kikinasai!                            | —                                                      | 2011.9               | 2012.4               | Tomohiro Matsu, Yōhei Takemura, Yuka Nakajima              | —                        |
| 048 c | んんん                                   | zzzzz                                                  | 2012                                                   | 2012.00              | 2012.00              | zzzzz                                                      | zzzzz                    |
| 049   | ボクのマンガ                             | Boku no Manga                                          | —                                                      | 2012.1               | 2015.8               | Ryōsuke Kataoka                                            | —                        |
| 050   | 1/11 じゅういちぶんのいち                | 1/11 Jūichi Bun no Ichi                                | —                                                      | 2012.2               | 2014.7               | Takatoshi Nakamura                                         | —                        |
| 051   | ごきげんステディ                         | Gokigen Steady                                         | —                                                      | 2012.3               | 2012.11              | Shōsuke Yoshinogawa                                        | —                        |
| 052   | 帝一の國                                 | Teiichi no Kuni                                        | —                                                      | 2012.3               | 2016.5               | Usamaru Furuya                                             | —                        |
| 053   | あだしもの                               | Adashi Mono                                            | —                                                      | 2012.4               | 2013.1               | Kumiko Yamamoto                                            | —                        |
| 054   | ちいさな広場                             | Chiisana Hiroba                                        | —                                                      | 2012.4               | 2012.7               | Haruki Sakurai                                             | —                        |
| 055   | あの日見た花の名前を僕達はまだ知らない。 | Ano Hi Mita Hana no Namae o Bokutachi wa Mada Shiranai | Ano hi mita hana no namae o bokutachi wa mada shiranai | 2012.5               | 2013.5               | Chōheiwa Busters - Mitsu Izumi                             | —                        |
| 056   | るろうに剣心 -キネマ版-                  | Rurouni Kenshin -Kinema-hen-                           | —                                                      | 2012.6               | 2013.7               |                                                            | —                        |
| 057   | 戦勇。                                   | Senyuu                                                 | —                                                      | 2012.6               | 2013.5               |                                                            | —                        |
| 058   | この音とまれ!                            | Kono Oto Tomare!                                       | —                                                      | 2012.9               | —                    | Amyū                                                       | —                        |
| 059   | タレント暴走記koppy                      | Talento Funsōki Koppy                                  | —                                                      | 2012.9               | 2014.12              | Koppy                                                      | —                        |
| 060   | 探検ドリランド                           | Tanken Driland                                         | —                                                      | 2012.9               | 2013.4               | GREE, Tatsurō Sakaguchi, Yōichi Takahashi                  | —                        |
| 061   | 終わりのセラフ                           | Owari no Serafu                                        | Seraph of the End                                      | 2012.10              | —                    | Takaya Kagami, Yamato Yamamoto, Daisuke Furuya             | —                        |
| 062   | 監視官 常守朱                            | Kanshikan Tsunemori Akane                              | Psycho-Pass                                            | 2012.12              | 2013.6               | Akira Amano, Gen Urobuchi, Hikaru Miyoshi,                 | —                        |
| 062 c | んんん                                   | zzzzz                                                  | 2013                                                   | 2013.00              | 2013.00              | zzzzz                                                      | zzzzz                    |
| 063   | 八重の桜                                 | Yae no sakura                                          | Yae no sakura                                          | 2013.1               | 2013.12              | Mutsumi Yamamoto, Yōhei Takemura                           | —                        |
| 064   | 戦場アニメーション -IKUSABA ANIMATION-   | Ikusaba Animation                                      | —                                                      | 2013.2               | 2014.1               | Takahiro Nakada                                            | —                        |
| 065   | γ -ガンマ-                               | γ -Gamma-                                              | —                                                      | 2013.4               | 2014.11              | Jun Ogino                                                  | —                        |
| 066   | てとくち                                 | Te to Kuchi                                            | —                                                      | 2013.6               | 2015.1               | Tomohito Ohsaki, Mizuki Kawashita                          | —                        |
| 067   | ファンタズマ                             | Fantasma                                               | —                                                      | 2013.8               | 2014.4               | Yūji Kaku                                                  | —                        |
| 068   | 大正浪漫 鬼さんやめてえぇっ!!            | Taishō Roman Oni-san Yameteee!!                        | —                                                      | 2013.9               | 2014.8               | Hidekaz Himaruya                                           | —                        |
| 069   | 親愛なる殺し屋様                         | Shinai Naru Koroshiya-sama                             | —                                                      | 2013.11              | 2015.6               | Petenshi                                                   | —                        |
| 070   | 双星の陰陽師                             | Sōsei no Onmyōji                                       | Twin Star Exorcists                                    | 2013.12              | —                    | Yoshiaki Sukeno                                            | —                        |
| 070 c | んんん                                   | zzzzz                                                  | 2014                                                   | 2014.00              | 2014.00              | zzzzz                                                      | zzzzz                    |
| 071   | セカンドブレイン                         | Second Brain                                           | —                                                      | 2014.1               | 2014.7               | Akira Takahashi                                            | —                        |
| 072   | がくモン!〜オオカミ少女はくじけない〜    | Gakumon!〜Ohkami Shōjo wa Kujikenai〜                  | —                                                      | 2014.5               | 2016.1               | Robinson Haruhara                                          | —                        |
| 073   | いいよね!米澤先生                        | Iiyone! Yonezawa Sensei                                | —                                                      | 2014.5               | 2017.6               | Jigoku no Misawa                                           | —                        |
| 074   | μ＆i みゅうあんどあい                    | μ＆i Mu and I                                          | —                                                      | 2014.6               | 2016.4               | Ryōma Kitada                                               | —                        |
| 075   | ナイトメア・ファンク                     | Nightmare Funk                                         | —                                                      | 2014.8               | 2015.11              | Yōhei Takemura                                             | —                        |
| 076   | 炎を統べる -るろうに剣心・裏幕-          | Rurouni Kenshin: Master of Flame                       | —                                                      | 2014.8               | 2014.10              | Nobuhiro Watsuki                                           | —                        |
| 077   | セブンスガーデン                         | 7th Garden                                             | —                                                      | 2014.9               | 2017.4               | Nobuhiro Watsuki                                           | —                        |
| 078   | ホテル ヘルヘイム                        | Hotel Helheim                                          | —                                                      | 2014.11              | 2015.9               | Osamu Nishi                                                | —                        |
| 078 c | んんん                                   | zzzzz                                                  | 2015                                                   | 2015.00              | 2015.00              | zzzzz                                                      | zzzzz                    |
| 079   | 千早さんはそのままでいい                 | Chihaya-san wa Sonomama de Ii                          | —                                                      | 2015.1               | 2018.5               | Kuzushiro                                                  | —                        |
| 080   | ハンナ先生仕事をしてください!            | Hanna Sensei Shigoto wo Shitekudasai!                  | —                                                      | 2015.1               | 2015.5               | Tetsuya Hayashi                                            | —                        |
| 081   | 増田こうすけ劇場 ギャグマンガ日和GB      | Masuda Kōsuke Gekijō Gag Manga Biyori GB               | —                                                      | 2015.1               | —                    | Kōsuke Masuda                                              | —                        |
| 082   | サラリーマン祓魔師 奥村雪男の哀愁        | Salaryman Exorcist Okumura Yukio no Aishū              | —                                                      | 2015.5               | 2020.5               | Kazue Katō, Minoru Sasaki                                  | —                        |
| 083   | せらぷち!〜終わりのセラフ４コマ編〜      | Serapuchi!〜Owari no Seraph 4-koma-hen〜               | —                                                      | 2015.5               | 2016.1               | Takaya Kagami, Yamato Yamamoto, Daisuke Furuya, Ren Aokita | —                        |
| 084   | ワンダーラビットガール                   | Wonder Rabbit Girl                                     | —                                                      | 2015.6               | 2017.7               | Yui Hirose                                                 | —                        |
| 085   | 大正処女御伽話                           | Taishō Otome Otogi Banashi                             | —                                                      | 2015.8               | 2017.10              | Sana Kirioka                                               | —                        |
| 086   | ハッピィミリィ                           | Happy Mily                                             | —                                                      | 2015.9               | 2017.8               | Mitsuru Kido                                               | —                        |
| 087   | 大森サティスファクション                 | Ohmori Satisfaction                                    | —                                                      | 2015.9               | 2017.8               | Kōsei Shimizu                                              | —                        |
| 088   | ヤミアバキクラウミコ                     | Yami Abaki Kurau Miko                                  | —                                                      | 2015.11              | 2016.8               | Yui Jōyama                                                 | —                        |
| 089   | プラチナエンド                           | Platinum End                                           | Platinum End                                           | 2015.12              | 2021.2               | Tsugumi Ōba, Takeshi Obata                                 | —                        |
| 089 c | んんん                                   | zzzzz                                                  | 2016                                                   | 2016.00              | 2016.00              | zzzzz                                                      | zzzzz                    |
| 090   | コントラスト88                           | Contrast 88                                            | —                                                      | 2016.1               | 2016.12              | Chū Kawasaki                                               | —                        |
| 091   | 症年症女                                 | Shōnen Shōjo                                           | —                                                      | 2016.2               | 2017.5               | Nishio Ishin, Akira Akatsuki                               | —                        |
| 092   | 伝説の勇者の婚活                         | Densetsu no Yūsha no Konkatsu                          | —                                                      | 2016.6               | 2017.8               | Takatoshi Nakamura                                         | —                        |
| 093   | クオリディア・コード                     | Qualidea Code                                          | —                                                      | 2016.9               | 2016.12              | Takatoshi Nakamura                                         | —                        |
| 094   | 憂国のモリアーティ                       | Yūkoku no Moriarty                                     | Moriarty the Patriot                                   | 2016.9               | —                    | Hikaru Miyoshi, Ryōsuke Takeuchi                           | —                        |
| 094 c | んんん                                   | zzzzz                                                  | 2017                                                   | 2017.00              | 2017.00              | zzzzz                                                      | zzzzz                    |
| 095   | 怪物事変                                 | Kemono Jihen                                           | Kemono Incidents                                       | 2017.1               | —                    | Aimoto Shō                                                 | —                        |
| 096   | BLACK TORCH                              | '                                                      | Black Torch                                            | 2017.2               | 2018.4               | Tsuyoshi Takaki                                            | —                        |
| 097   | ミスタークリス                           | Mr. Clice                                              | —                                                      | 2017.3               | 2018.2               | Osamu Akimoto                                              | —                        |
| 098   | ド級編隊エグゼロス                       | Dokyū hentai Eguzerosu                                 | Super HxEros                                           | 2017.6               | 2021.3               | Ryōma Kitada                                               | —                        |
| 099   | ふたりぼっち戦争                         | Futaribocchi Sensō                                     | —                                                      | 2017.7               | 2018.5               | Erubo Hijihara                                             | —                        |
| 100   | 活撃 刀剣乱舞                            | Katsugeki Tōken Ranbu                                  | —                                                      | 2017.8               | 2018.1               | Tsuda Honami                                               | —                        |
| 101   | 有害指定同級生                           | Yūgai Shitei Dōkyūsei                                  | —                                                      | 2017.8               | 2019.10              | Kuroha                                                     | —                        |
| 102   | 選択のトキ                               | Sentaku no Toki                                        | —                                                      | 2017.9               | 2018.7               | Kiri Gunchi                                                | —                        |
| 103   | るろうに剣心 -明治剣客浪漫譚・北海道編-  | Rurōni Kenshin -Meiji Kenkaku Roman Tan Hokkaidō-hen-  | —                                                      | 2017.10              | —                    | Nobuhiro Watsuki, Kaworu Kurosaki                          | —                        |
| 104   | メルヘン・メドヘン                       | Meruhen Medohen                                        | —                                                      | 2017.11              | 2018.6               | Kiyotsugu Yamagata                                         | Takatoshi Nakamura       |
| 105   | 魔女の怪画集                             | Majo no Kaiga-shū                                      | —                                                      | 2017.12              | 2020.2               | Hachi                                                      | —                        |
| 105 c | んんん                                   | zzzzz                                                  | 2018                                                   | 2018.00              | 2018.00              | zzzzz                                                      | zzzzz                    |
| 106   | デーモンチューン                         | Demon Tune                                             | —                                                      | 2018.2               | 2019.1               | Yūki Kodama                                                | —                        |
| 107   | 地の底の魔法使い                         | Chinosoko no Mahōtsukai                                | —                                                      | 2018.4               | 2018.11              | Yariku Hirahama                                            | —                        |
| 108   | アントレース                             | Untrace                                                | —                                                      | 2018.5               | 2019.3               | Shun Haruse                                                | Kappy                    |
| 109   | こじらせ百鬼ドマイナー                   | Kojirase Hyakki Do Minor                               | —                                                      | 2018.6               | 2020.5               | Kōta Nangō                                                 | —                        |
| 110   | モナリザマニア                           | Mona Lisa Mania                                        | —                                                      | 2018.11              | 2019.9               | Yoshikage                                                  | —                        |
| 111   | ボクサーズブラスト                       | BOXER's BLAST                                          | —                                                      | 2018.12              | 2019.10              | Akira Akatsuki                                             | Atsurō Sakai             |
| 111 c | んんん                                   | zzzzz                                                  | 2019                                                   | 2019.00              | 2019.00              | zzzzz                                                      | zzzzz                    |
| 112   | 乙女のはらわた星の色                     | Otome no Harawata Hoshi no Iro                         | —                                                      | 2019.1               | 2020.3               | Yūra Ishito                                                | —                        |
| 113   | ワールドトリガー                         | Wārudo Torigā                                          | World Trigger                                          | 2019.1               | —                    | Daisuke Ashihara                                           | —                        |
| 114   | ダークギャザリング                       | Dāku Gyazaringu                                        | Dark Gathering                                         | 2019.4               | —                    | Kenichi Kondō                                              | —                        |
| 115   | カワイスギクライシス                     | Kawaisugi Crisis                                       | —                                                      | 2019.11              | —                    | Kido Mitsuru                                               | —                        |
| 116   | ディアコール                             | Dear Call                                              | —                                                      | 2019.12              | 2021.2               | Gunchi Kiri                                                | —                        |
| 116 c | んんん                                   | zzzzz                                                  | 2020                                                   | 2020.00              | 2020.00              | zzzzz                                                      | zzzzz                    |
| 117   | 第９砂漠                                 | Dai-9 Sabaku                                           | Desert 9                                               | 2020.2               | 2021.6               | Kei Deguchi                                                | —                        |
| 118   | ボクとキミの二重探偵                     | Boku to Kimi no Nihu Tantei                            | —                                                      | 2020.3               | —                    | Tsuda Honami                                               | Petenshi                 |
| 119   | Thisコミュニケーション                   | This Communication                                     | —                                                      | 2020.4               | —                    | Maruei Rokudai                                             | —                        |
| 119 c | んんん                                   | zzzzz                                                  | 2021                                                   | 2021.00              | 2021.00              | zzzzz                                                      | zzzzz                    |
| 120   | 総理倶楽部                               | Prime Minister Club                                    | —                                                      | 2021.2               | —                    | Hidekaz Himaruya                                           | —                        |
| 121   | 謎尾解美の爆裂推理                       | Nazo o Tokumi no Bakuretsu Suiri                       | —                                                      | 2021.2               | 2021.12              | Oginuma X                                                  | —                        |
| 122   | めいしす!!! トラブルメイドシスターズ     | Meishisu!!! Trouble Maid Sisters                       | —                                                      | 2021.3               | —                    | Shuu Nagata                                                | —                        |
| 123   | 営繕かるかや怪異譚                       | Eizen Karukaya Kaiitan                                 | —                                                      | 2021.10              | —                    | Kazue Katō                                                 | Fuyumi Ono               |
| 124   | ショーハショーテン！                     | Show-ha Shoten!                                        | Show-ha Shoten                                         | 2021.11              | —                    | Takeshi Obata                                              | Akinari Asakura          |
| 124 c | んんん                                   | zzzzz                                                  | 2022                                                   | 2022.00              | 2022.00              | zzzzz                                                      | zzzzz                    |
| 125   | 片翼のミケランジェロ                     | Katayoku no Michaelangelo                              | —                                                      | 2022.1               | —                    | Shamu Itō                                                  | —                        |

### Jump SQ.19
| Type                    | Type                    | Liens                                     | Pour les colonnes                               |
| ----------------------- | ----------------------- | ----------------------------------------- | ----------------------------------------------- |
| Par ordre chronologique | Par ordre chronologique | - 2010 - 2011 - 2012 - 2013 - 2014 - 2015 | No , Première publication, Dernière publication |
| Par ordre chronologique | Par ordre chronologique | En cours                                  | Dernière publication                            |

| No    | Titre japonais                                 | Transcription                               | Titre français                  | Première publication | Dernière publication | Auteur (Dessinateur)         | Scénariste                                     |
| ----- | ---------------------------------------------- | ------------------------------------------- | ------------------------------- | -------------------- | -------------------- | ---------------------------- | ---------------------------------------------- |
| 000 c | んんん                                         | zzzzz                                       | '2010'                          | '2010'.00            | '2010'.00            | zzzzz                        | zzzzz                                          |
| 001   | 1/11 じゅういちぶんのいち                      | 1/11 Jūichi Bun no Ichi                     | —                               | 2010.06              | 2011.03              | Takatoshi Nakamura           | —                                              |
| 002   | モテ虫王者カブトキング                         | Motemushi Ōja Kabuto King                   | —                               | 2010.06              | 2012.7               | Namie Odama                  | —                                              |
| 003   | 帝一の國                                       | Teiichi no Kuni                             | Teiichi: Battle of Supreme High | 2010.06              | 2011.12              | Usamaru Furuya               | —                                              |
| 004   | アグリッパ -AGRIPPA-                           | Agrippa                                     | —                               | 2010.06              | 2012.07              | Tohru Uchimizu               | —                                              |
| 005   | ひまスペ兎!※                                   | Himaspe Usagi!                              | —                               | 2010.06              | 2012.09              | Yūki Nakashima               | —                                              |
| 006   | となりのランドセルw                            | Tonari no Randoseru w                       | —                               | 2010.06              | 2014.09              | Miki Miyashita               | —                                              |
| 007   | 若きウツマルの悩み                             | Wakaki Utsumaru no Nayami                   | —                               | 2010.06              | 2011.03              | Honemaru Mikami              | —                                              |
| 008   | 地球侵略!コルレオニス                          | Chikyū Shinryaku! Corleonis                 | —                               | 2010.06              | 2011.03              | Satoshi Kimura               | —                                              |
| 009   | 喜劇のヒロイン!                                | Kigeki no Heroine!                          | —                               | 2010.06              | 2011.03              | Yūki Shinzato                | —                                              |
| 010   | 血界戦線                                       | Kekkai Sensen                               | Blood Blockade Battlefront      | 2010.06              | 2015.03              | Yasuhiro Nightow             | —                                              |
| 011   | 迷い猫オーバーラン!                            | 迷い猫オーバーラン!                         | Mayoi Neko Overrun!             | 2010.09              | 2010.12              | Kentarō Yabuki               | Tomohiro Matsu                                 |
| 012   | 水使いのリンドウ                               | Mizutsukai no Rindō                         | —                               | 2010.09              | 2012.07              | Tokihiko Ishiki              | —                                              |
| 013   | 僕は友達が少ない+                              | Boku wa Tomodachi ga Sukunai +              | Boku wa tomodachi ga sukunai    | 2010.12              | 2012.07              | Shōichi Taguchi              | Misaki Harukawa                                |
| 013 c | んんん                                         | zzzzz                                       | '2011'                          | '2011'.00            | '2011'.00            | zzzzz                        | zzzzz                                          |
| 014   | ジーまるえでぃしょん.                          | G-Maru Edition.                             | G-Maru Edition                  | 2011.03              | 2013.01              | Mizuki Kawashita             | —                                              |
| 015   | ドットインベーダー                             | Dotto Invader                               | —                               | 2011.03              | 2012.07              | Minoru Sasaki                | —                                              |
| 016   | To LOVEる -とらぶる-                           | Toraburu Dākunesu                           | To Love Darkness                | 2011.03              | 2014.09              | Minoru Sasaki                | —                                              |
| 016 c | んんん                                         | zzzzz                                       | '2012'                          | '2012'.00            | '2012'.00            | zzzzz                        | zzzzz                                          |
| 017   | 機巧童子ULTIMO                                 | Karakuridôji Ultimo                         | Karakuridôji Ultimo             | 2012.03              | 2015.03              | Hiroyuki Takei               | Stan Lee                                       |
| 018   | コミカル!                                      | Comical!                                    | —                               | 2012.03              | 2014.3               | Tomohiro Shimomura           | —                                              |
| 019   | パパのいうことを聞きなさい!                    | Papa no Iukoto wo Kikinasai!                | —                               | 2012.05              | 2014.03              | Yōhei Takemura               | Tomohiro Matsu                                 |
| 020   | 時と永遠〜トキトワ〜                           | Toki to Eien〜Tokitowa〜                    | —                               | 2012.07              | 2012.11              | Kikō Aiba                    | —                                              |
| 021   | ゆーまにあ☆                                    | Umania ☆                                    | —                               | 2012.07              | 2013.05              | Yurika Yadomi                | —                                              |
| 022   | 探検ドリランド -The Episode of Another Hunter- | Tanken Driland                              | —                               | 2012.09              | 2013.05              | Yūki Konno, Yōichi Takahashi | —                                              |
| 023   | リビドーハンタータケル                         | Libido Hunter Takeru                        | —                               | 2012.11              | 2015.03              | Yui Jōyama                   | —                                              |
| 023 c | んんん                                         | zzzzz                                       | '2013'                          | '2013'.00            | '2013'.00            | zzzzz                        | zzzzz                                          |
| 024   | ごきげんステディ                               | Gokigen Steady                              | —                               | 2013.01              | 2013.09              | Shōsuke Yoshinogawa          | —                                              |
| 025   | あだしもの                                     | Adashi Mono                                 | —                               | 2013.03              | 2013.09              | Kumiko Yamamoto              | —                                              |
| 026   | 革命機ヴァルヴレイヴ                           | Kakumeiki Varuvureivu                       | Valvrave the Liberator          | 2013.09              | 2014.01              | Katsura Hoshino              | Karega Tsuchiya                                |
| 027   | CHERRY TEACHER佐倉直生                         | Cherry Teacher Sakura Naoki                 | —                               | 2013.11              | 2015.03              | Kazumi Tachibana             | —                                              |
| 028   | サラリーマン祓魔師 奥村雪男の哀愁              | Salaryman Futsumashi Okumura Yukio no Aishū | Blue Exorcist                   | 2013.11              | 2015.03              | Minoru Sasaki                | Kazue Kato                                     |
| 028 c | んんん                                         | zzzzz                                       | '2014'                          | '2014'.00            | '2014'.00            | zzzzz                        | zzzzz                                          |
| 029   | 灼熱の卓球娘                                   | Shakunetsu no Takkyū Musume                 | —                               | 2014.01              | 2015.03              | Yagura Asano                 | —                                              |
| 030   | 箱庭遊戯                                       | Hakoniwa Yūgi                               | —                               | 2014.03              | 2015.01              | Aya Tanaka                   | —                                              |
| 031   | ファンタズマ                                   | Fantasma                                    | —                               | 2014.05              | 2014.07              | Yūji Kaku                    | —                                              |
| 031 c | んんん                                         | zzzzz                                       | '2015'                          | '2015'.00            | '2015'.00            | zzzzz                        | zzzzz                                          |
| 032   | せらぷち!～終わりのセラフ４コマ編～            | Serapuchi!〜 Owari no Serafu 4-koma-hen 〜  | Seraph of the End               | 2015.01              | 2015.03              | Ren Aokita                   | Takaya Kagami, Yamato Yamamoto, Daisuke Furuya |

### Séries prépubliées en ligne
| Type                    | Type                    | Liens                                   | Pour les colonnes                               |
| ----------------------- | ----------------------- | --------------------------------------- | ----------------------------------------------- |
| Par ordre chronologique | Par ordre chronologique | - 2007 - 2008 - 2009 2010 - 2011 - 2012 | No , Première publication, Dernière publication |
| Par ordre chronologique | Par ordre chronologique | En cours                                | Dernière publication                            |

| No    | Titre japonais            | Transcription                      | Titre français     | Première publication | Dernière publication | Auteur (Dessinateur)          | Scénariste |
| ----- | ------------------------- | ---------------------------------- | ------------------ | -------------------- | -------------------- | ----------------------------- | ---------- |
| 000 c | んんん                    | zzzzz                              | 2007               | 2007 .00             | 2007 .00             | zzzzz                         | zzzzz      |
| 001   | 魔砲使い黒姫              | Mahō-tsukai Kurohime               | —                  | 2007.décembre        | 2011.février         | Masanori, Ōkamigumi, Katakura | —          |
| 000 c | んんん                    | zzzzz                              | 2008               | 2008 .00             | 2008 .00             | zzzzz                         | zzzzz      |
| 002   | テイルズオブイノセンス    | Tales of Innocence                 | Tales of Innocence | 2008.juillet         | 2008.août            | Hiroyuki Kaidō                | —          |
| 003   | 世界の中心で太陽にほえる  | Sekai no Chūshin de Taiyō ni Hoeru | —                  | 2008.août            | 2008.octobre         | Ponse Maeda                   | —          |
| 004   | 清く正しく美しく          | Kiyoku Tadashiku Utsukushiku       | —                  | 2008.novembre        | 2009.septembre       | TāTan Check                   | —          |
| 000 c | んんん                    | zzzzz                              | 2009               | 2009 .00             | 2009 .00             | zzzzz                         | zzzzz      |
| 005   | 魔法の料理 かおすキッチン | Mahō no Ryōri Chaos Kitchen        | —                  | 2009.juin            | 2009.septembre       | Shōta Hattori                 | —          |
| 000 c | んんん                    | zzzzz                              | 2011               | 2011 .00             | 2011 .00             | zzzzz                         | zzzzz      |
| 006   | ダークアクト              | Dark Act                           | —                  | 2011.septembre       | 2012.février         | Shōta Hattori                 | —          |